# ایالت چین (میانمار)

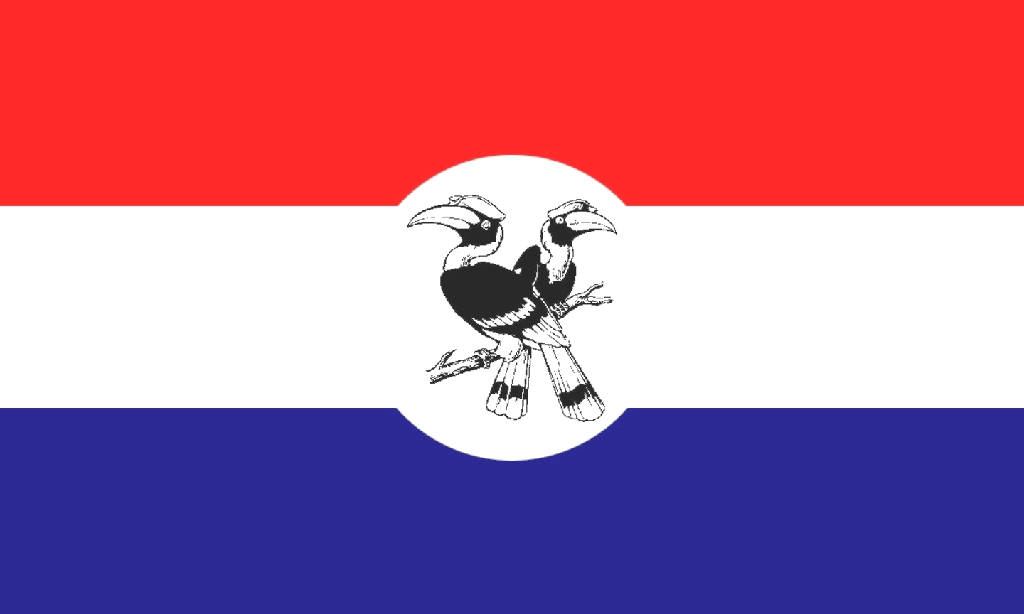

ایالت چین از ایالات کشور میانمار است. 
پایتخت این ایالت هکا نام دارد.